# Maître socioprofessionnel
En Suisse, le maître socioprofessionnel ou la maîtresse socioprofessionnelle aide les personnes inadaptées ou handicapées physiques, sensorielles, motrices, psychiques, intellectuelles et sociales à effectuer divers gestes et activités professionnelles appropriés et ciblés. Ils les encouragent plus spécialement à acquérir des capacités professionnelles précises qui favorisent leur épanouissement et leur autonomie et qui leur permettent de trouver ou de retrouver un rôle social valorisé par le travail. Ils les préparent ainsi à s'intégrer au mieux dans un atelier adapté, le plus souvent productif, (poterie, vannerie, mécanique, etc.) ou dans le circuit économique ordinaire d'une entreprise.

## Formation

### En Suisse
La formation de maître socioprofessionnel ou de maîtresse socioprofessionnelle s'acquiert dans une école supérieure soit à Yverdon (en emploi) soit à Sion (à plein temps ou en emploi). La durée de la formation est de 3 ans.